# Gaitite
La gaitite è un minerale appartenente al supergruppo della kröhnkite.